# The Mickey Mouse Club
The Mickey Mouse Club là một chương trình truyền hình dài tập dành cho thiếu nhi của Mỹ, được khởi chiếu từ năm 1955, do công ty Walt Disney sản xuất.
Tại Việt Nam, chương trình Club Mickey Mouse sẽ phát sóng lần đầu tiên tại Việt Nam vào đầu năm 2023 nếu Disney+ Hotstar ra mắt tại Việt Nam vào cuối năm 2022.